# Vincenzo Petrali
Vincenzo Petrali   (Crema, 22 de gener de 1830 - Bèrgam, 24 de novembre de 1889) Va ser un compositor, organista i director d'orquestra italià.
Petrali provenia d'una família molt musical. La seva mare pertanyia a la família del compositor i contrabaix Giovanni Bottesini (1821-1889) de Cremona, mentre que el seu pare Giuliano Petrali era organista, pianista i compositor en la posició de la catedral de Crema. Després dels primers anys de lliçons de música domèstica (violí i orgue), el jove Vincenzo va poder representar el seu pare a l'orgue als onze anys i va treballar com a organista a la "Chiesa dell'Ospedale" i a l'Església de "San Benedetto" de Crema. El líder de la banda de la catedral de Cremona, Stefano Pavesi (1779-1850), llavors conegut principalment com a compositor d'òpera, li va donar les primeres lliçons de composició. Durant aquest temps (1845) també Petrali va crear la primera missa i la seva primera obra escènica Manfredo di Napoli (no conservada). El seu pare el va enviar al Conservatori de Milà el 1846, on va estudiar amb Antonio Angeleri (1801-1880, piano) i Placido Mandanici (1799-1852, composició). Els dos anys següents va impartir lliçons d'orgue a la seva ciutat natal Crema; un dels seus estudiants va ser Pietro Bossi (1834-1896), el pare del conegut organista i compositor Marco Enrico Bossi (1861-1925).
Després fou organista a la catedral de Cremona des de 1849, i des del 1852 també en fou director. Després d'un breu interludi a la ciutat natal (1853), treballà com a organista a l'Església de "Santa Maria Maggiore" de Bèrgam des del mateix any. Aquí es va dedicar sobretot al teatre, va treballar com a director d'instrumentista i instrumentista (tots els instruments de corda) i va conèixer Viena i Berlín en gires a més de teatres italians. Al "Teatro Sociale" de Bèrgam, la seva segona òpera Giorgio di Barros es va representar amb èxit pel Carnaval el febrer de 1854 (repeticions en els anys següents a Crema i Brescia). Després de tres anys d'activitat, es va traslladar a Brescia durant tres anys més (1856-1859), on fou mestre de la catedral. Des d'allà també va ser director d'orquestra al "Teatro Carcano" de Milà, per a la qual va escriure la seva tercera òpera (perduda).
Va ser seguit d'un viatge a Sicília 1859-1860 per a l'acceptació de diversos orgues, on va estar retingut durant més temps a causa de les molèsties polítiques. L'Oratorio Debora, dedicat al municipi de Catània, es va compondre aquí. Després del seu retorn a Crema el 1860, va treballar aquí durant dotze anys com a líder d'orquestra de la catedral i director de la "Banda Nazionale" (banda de metall urbà) per a la qual va escriure nombroses composicions d'estil lleuger i popular i va arranjar moltes peces d'òperes italianes, franceses i alemanyes. A partir d'aquest moment, Petralis també va treballar amb l'empresa de construcció d'orgues Serassi a Bèrgam i el seu director general Giambattista Castelli, per al manual del qual Norme generali sul modo di tratar l'organo moderno (Normes generals per tocar a l'orgue modern) Petrali va aportar mostres de música pràctica i peces més petites de música. Com a continuació d'això, es va crear el llibre de text de 71 volums 71 Studi per organo moderno (71 exercicis per a l'orgue modern). La quarta òpera Maria de 'Griffi de Petrali va ser interpretada amb èxit a Bèrgam el 1864. El 1868 es casà amb Maria Ottolini, filla de l'alcalde de Crema; tres dels quatre nens van sobreviure.
El 1872 va tornar a Bèrgam per motius de salut i hi va romandre deu anys com a organista amb "Santa Maria Maggiore" i mestre de cant, piano, harmonia i contrapunt al "Liceo Musicale" local. Aquí es van crear moltes obres espirituals i va provocar la retirada d'orgues importants. El 1878 es va estrenar a Bèrgam la seva peça de pantomima L'Alloggio Militare. El 1880 també va assumir el càrrec de mestre de capella en aquesta església com a organista després de la mort del seu predecessor. Aquest cop va ser eclipsat per la mort de la seva mare, una de les seves germanes i la seva dona Maria (1878) en poc temps; aquesta última el va deixar amb tres fills menors.
El 1882 va acceptar una trucada del recent fundat "Liceo Musicale Rossini" a Pesaro, on va ensenyar orgue, piano, harmonia i guitarra baixa fins a l'estiu de 1889. El 1886 s'hi va afegir el tema d'instrumentació de banda. Durant aquest temps, també va crear les seves obres tardanes d'orgue, que eren predominantment litúrgiques. A causa d'una malaltia hepàtica que es va fer notar a finals de 1888, va deixar d'ensenyar a Pesaro el 1889 i va tornar a Bèrgam, on va morir el 24 de novembre als 59 anys.

## Anàlisi d'estil
Durant la seva vida i durant molt de temps després, Petrali va ser considerat un virtuós destacat en l'orgue i un improvisador inigualable d'aquest instrument. A més, tenia una gran demanda com a pianista i també com a intèrpret d'instruments de corda; A més, va exercir de director de direcció, de cor i de líder de banda. Va ser un membre d'honor de diverses acadèmies i ha rebut nombrosos premis i títols honorífics. Tot i això, personalment es considerava humil, generós i molt reservat, però també lleugerament irritable. El seu estil musical "a la interfície entre el barroc i el romàntic" estava arrelat en el típic bel canto italià del segle xix, que va donar forma no només a la música lleugera contemporània, sinó també a la música sacra de Petralis en la primera meitat del seu període creatiu. Amb l'inici del Cecilianisme, també va adoptar un estil més rigorós i contrapuntistic. Crida l'atenció que aquest estil es pugui trobar més en les peces més lentes i meditatives, mentre que els moviments més ràpids són més en l'estil anterior de "alegre solemne". Es va allunyar de l'estil agradable de molts companys, d'òpera o d'altra manera popular per a la música espiritual. El seu estil era sovint atrevit i atrevit, de vegades estrany. Després del primer congrés del moviment Cecilià a Itàlia el 1880, es va convertir en un representant acèrrim d'aquesta direcció, que també es va reflectir en les composicions dels seus darrers anys. La seva música es pot veure com un enllaç primerenc entre estils de música italians.